# Omomiłek szarowłosy
Omomiłek szarowłosy (Cantharis nigricans) – gatunek chrząszcza z rodziny omomiłkowatych i podrodziny Cantharinae.

## Taksonomia
Gatunek ten opisany został po raz pierwszy w 1766 roku przez Philippa L.S. Müllera.

## Morfologia

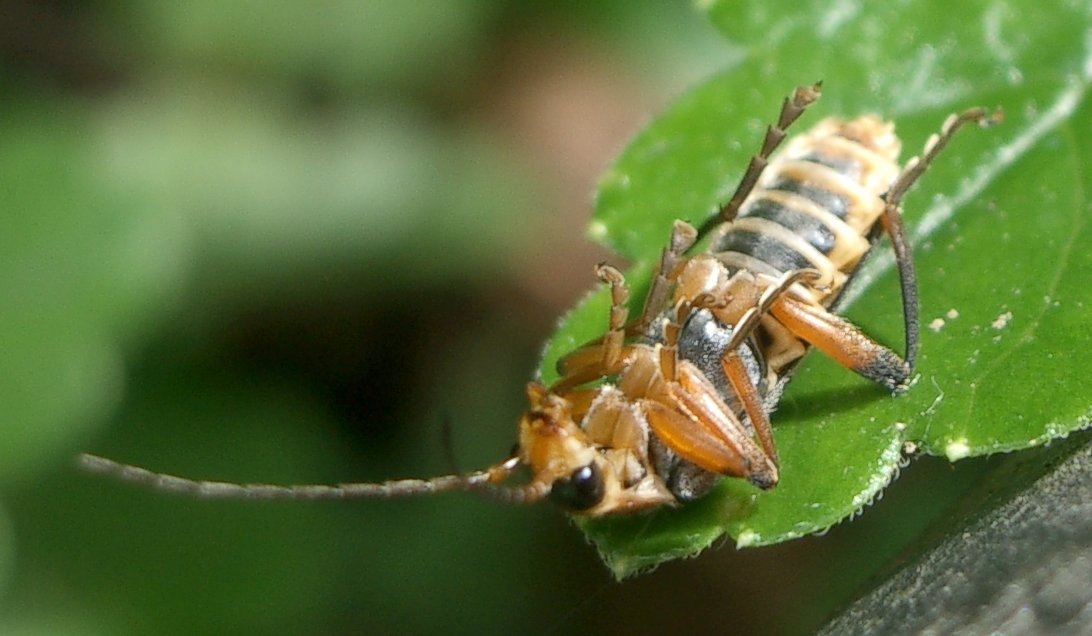
Spód ciała

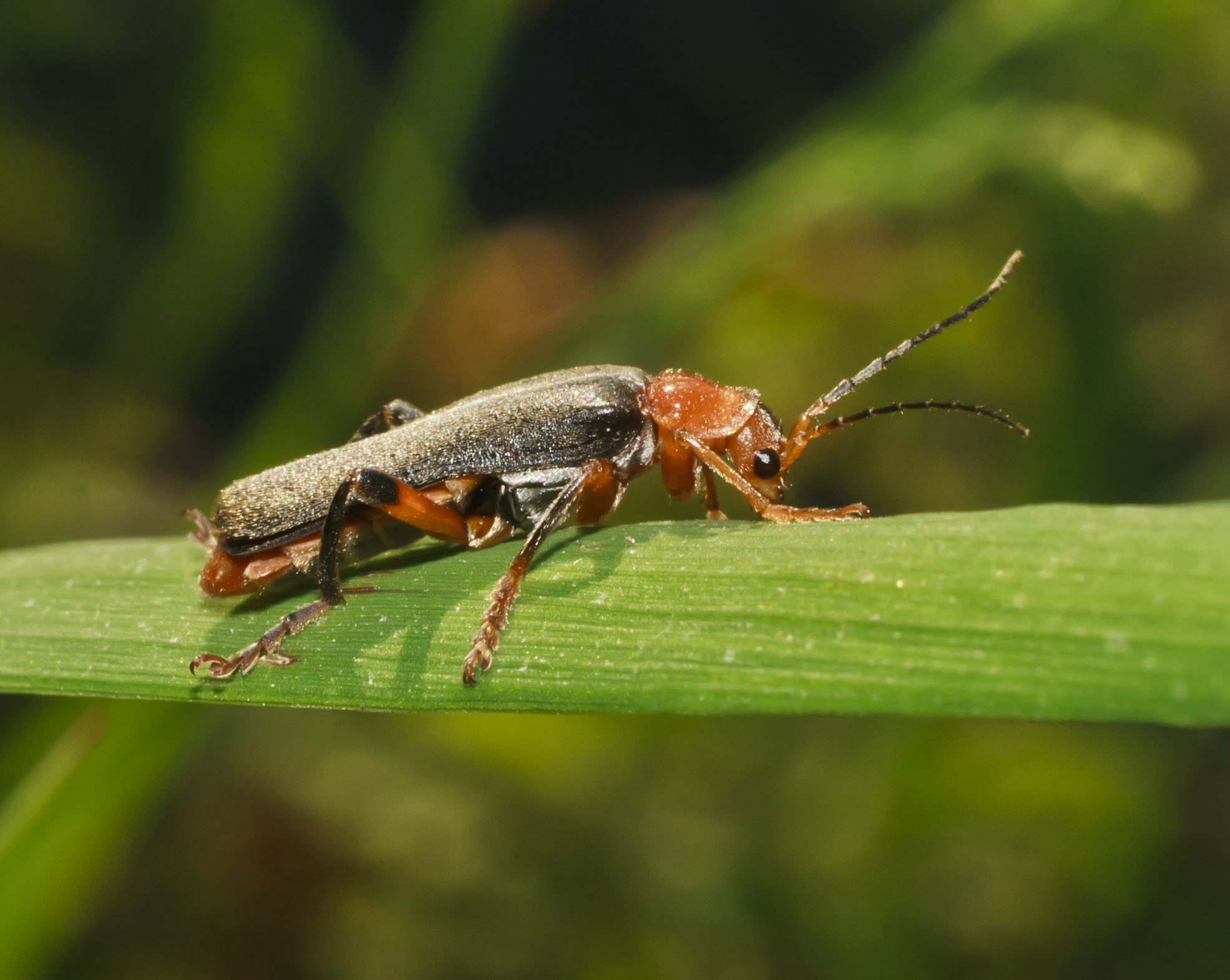
Ciało widoczne z boku

Chrząszcz o wydłużonym ciele długości od 8 do 11 mm. Głowę ma przed oczami pomarańczową, a dalej czarną. Przedplecze jest szersze niż dłuższe, o wypukłej krawędzi przedniej, zaokrąglonych kątach przednich, zaokrąglonych brzegach bocznych i niewystających kątach tylnych. Ubarwienie może mieć jednolicie żółte do brudnopomarańczowego, ale częściej na jego środku występuje czarna plama dyskowa o zmiennym rozmiarze. Pokrywy są włącznie z podgięciami czarne, wyjątkowo na przedzie obecna może być szczątkowa przepaska podłużna żółtawej barwy. Odnóża przedniej i środkowej pary są w całości rudopomarańczowe, natomiast tylna para ma zwykle ciemne wierzchołkowe połowy ud, a często też ciemne stopy i golenie. Odwłok jest czerwony z obszernymi czarnymi plamami. Genitalia samca mają bardzo słabo wciętą krawędź wierzchołkową tarczki grzbietowej edeagusa.

## Ekologia i występowanie
Zamieszkuje tereny wilgotne lub lasy iglaste. Owady dorosłe występują od kwietnia lub maja do lipca lub sierpnia. Najliczniej w maju i czerwcu.
Gatunek palearktyczny. W Europie wykazany z Austrii, Belgii, Białorusi, Bułgarii, Czech, Danii, Estonii, Finlandii, Francji, Irlandii, Litwy, Luksemburgu, Niemiec, Polski, całej europejskiej Rosji, Rumunii, Słowacji, Szwajcarii, Szwecji, Ukrainy, Węgier, Wielkiej Brytanii i Włoch. Ponadto znany z Kaukazu.